# Große Wappenkartusche

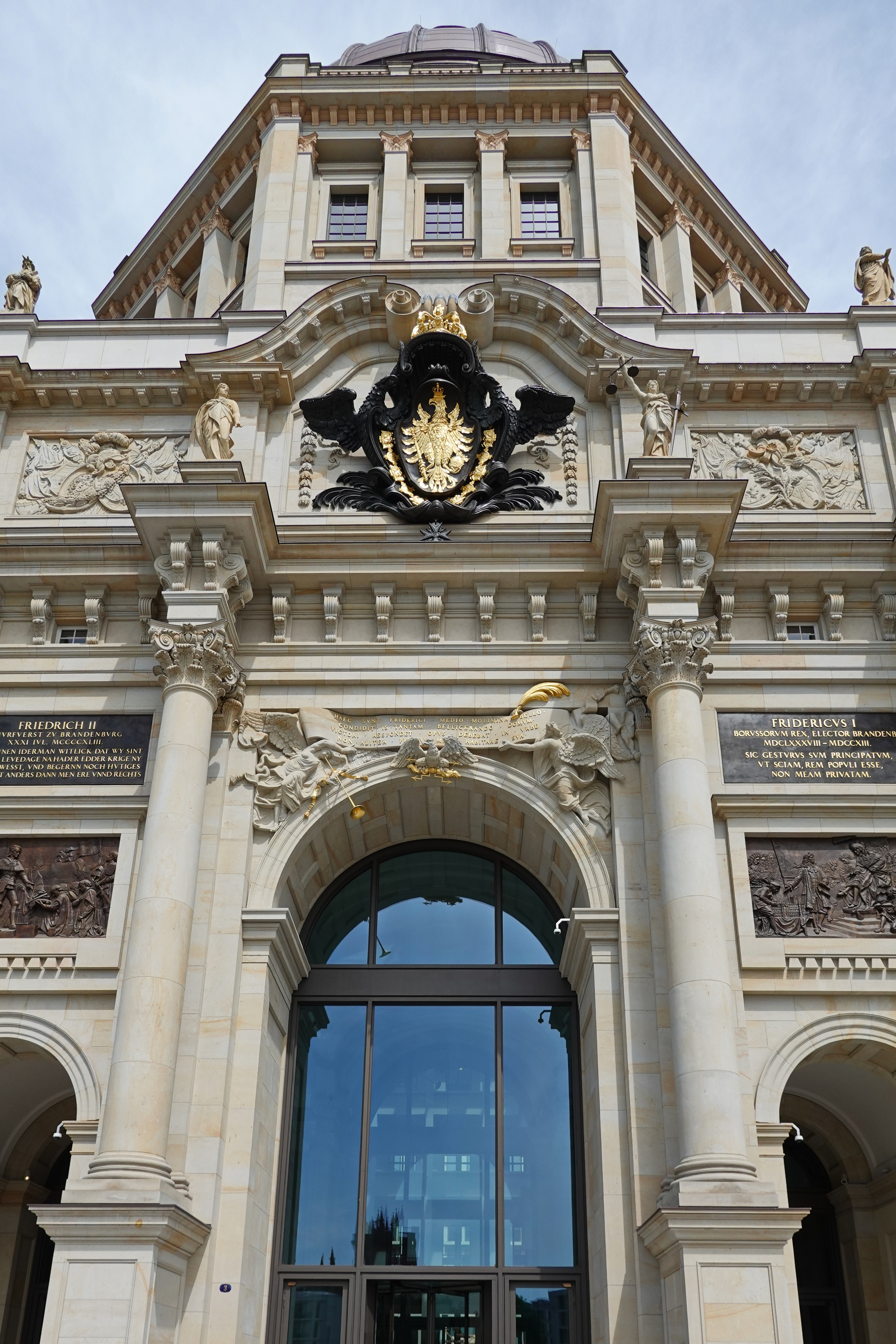
Große Wappenkartusche am Eosanderportal des Berliner Schlosses (2023)

Die Große Wappenkartusche, auch Große Adlerkartusche genannt, ist eine neobarocke Bauplastik von Otto Lessing, die am Eosanderportal des Berliner Schlosses das Wappen Preußens darstellt. Sie war nach der Schlosssprengung im Jahr 1950 verschwunden und wurde nach dem Wiederaufbau des Gebäudes im Auftrag der Schloss-Stiftung nach historischen Vorbildern neu geschaffen.

## Beschreibung, Ikonografie
Die 8,30 Meter hohe (ohne Königskrone) und 7,85 Meter breite (durchschnittliche) in Kupferblech getriebene Kartusche stellt das preußische Staatswappen dar. Es setzt auf dem Hauptgesims des Eosanderportals in der Mittelachse der Westfassade des Schlosses auf und hängt vor der Fläche der Attika nach vorne, dem Betrachter an der Schloßfreiheit, dem heutigen Schloßplatz, entgegen.
Auf dem vollplastischen, barocken Wappenschild prangt – als Halbrelief ausgebildet und durch Vergoldung hervorgehoben – der bekrönte preußische Adler mit dem Monogramm „FR“ für Fridericus Rex, in seinen Fängen ein Zepter und einen Reichsapfel haltend. Ebenfalls vergoldet sind die fast zwei Meter hohe vollplastische Darstellung der preußischen Königskrone, die als Rangkrone auf einem muschelförmigen Bogen über dem Schild ruht, sowie die Collane des Schwarzen Adlerordens, die den Schild im Halbrelief ornamental umgibt.
Als Schildhalter sind spiegelsymmetrisch nicht die sonst in preußischer Staatsheraldik üblichen Wilden Männer, sondern zwei vollplastisch ausgeführte, eng mit dem Wappenschild verbundene, großteils von ihm verdeckte Adler zu sehen. Sie dürften die Länderkomplexe Brandenburg und Preußen als Vorgänger des später zu Brandenburg-Preußen vereinigten Königreichs Preußen repräsentieren und recken ihre Hälse in Richtung der Krone, die samt Kreuz 5,20 m hoch ist und einen Durchmesser von rund drei Metern hat.
-->
Ihre exponierten Schwingen flankieren die Wappenfigur ebenso wie die als Friedenssymbol im Halbrelief ausgeformten Palmwedel am Fuße des Schilds. Wie in einer manieristischen Groteske scheinen die geöffneten Adlerschwingen dem Wappenschild Flügel zu verleihen<!"--, etwa so wie die Engelsflügel dem Papstwappen am Grabmal Alexanders VII. im Petersdom. --> Ikonografisch verweisen sie auf das christliche Motiv der Himmelfahrt bzw. das Konzept der Divinisierung im römischen Kaiserkult und steigern die theatralische Wirkung des Wappens allegorisierend, glorifizierend und sakralisierend, die Herrschaft durch Gottesgnadentum legitimierend.

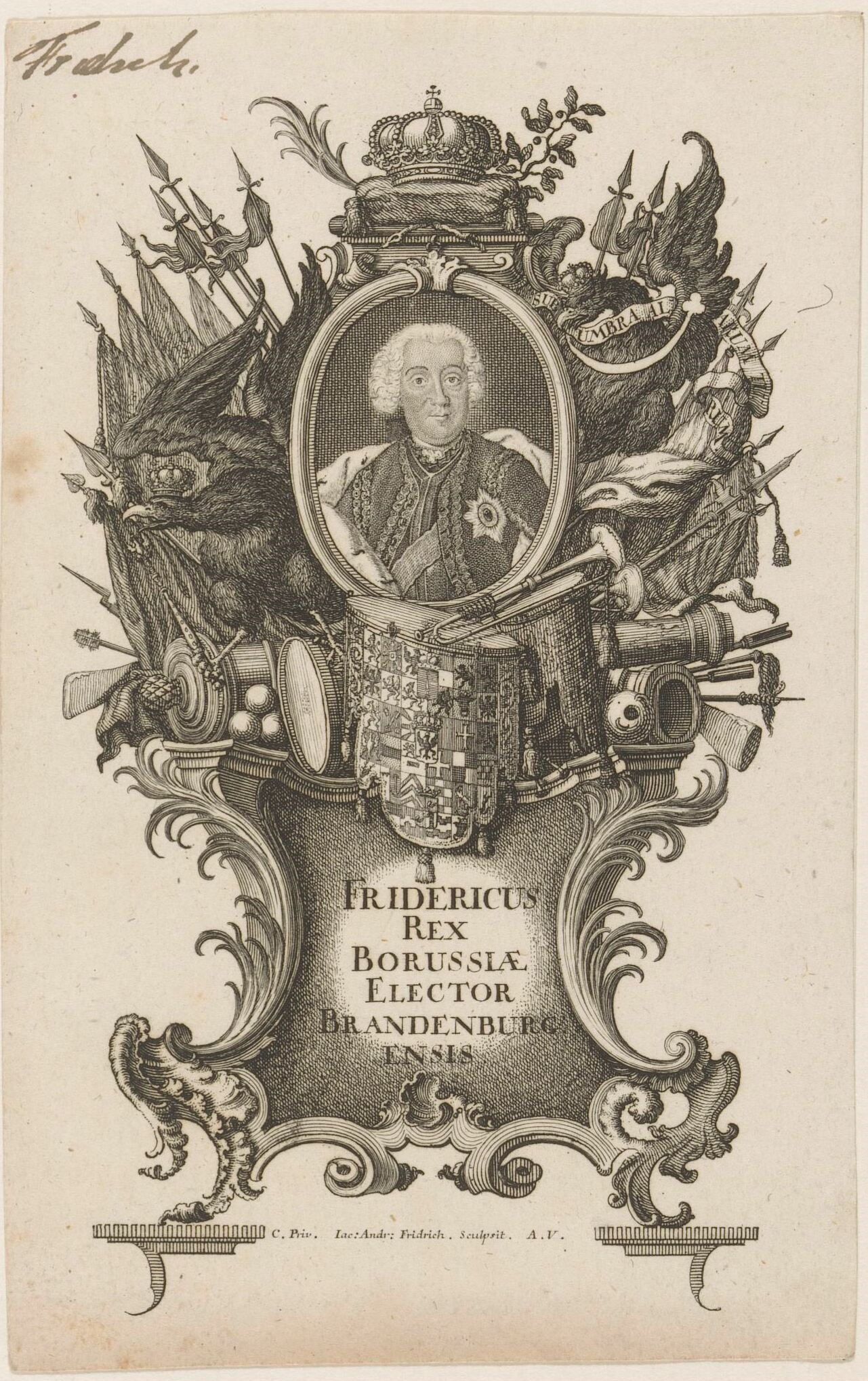
Porträt Friedrichs II. mit flankierenden Adlerdarstellungen und dem Motto „Sub umbra alarum tuarum“ auf einer Allegorie des 18. Jahrhunderts

Schon bei der Krönung Friedrichs III. von Brandenburg zum König in Preußen spielte das Flügelmotiv als Symbol göttlichen Schutzes für die Hohenzollernmonarchie eine besondere Rolle. Wie der preußische Zeremonienmeister Johann von Besser überlieferte, war bei den Feierlichkeiten im Jahr 1701 ein Triumphbogen, der hierzu an der Grünen Brücke in Königsberg errichtet worden war, mit dem Psalmwort „Sub umbra alarum tuarum [protege nos]“ ([Beschirme mich] unter dem Schatten deiner Flügel – (Ps 17,8 )) geschmückt. Als heraldisches Motto preußischen Königtums tauchte der Spruch auf druckgrafisch verbreiteten Porträts Friedrich II. in engem Zusammenhang mit manieristisch-grotesken Adlerdarstellungen wiederholt auf. 
Seitlich wird die Gesamtfigur durch die Halbreliefs zweier Festons gerahmt, die aus dem Sandstein der Fassade gebildet sind. Als unteren Abschluss zeigt das Werk das Ordenskreuz vom Schwarzen Adler. Im Unterschied zu den Gliedern der Collane ist es nicht vergoldet, sondern wie andere dunkle Teile der Wappenkartusche mit einer Schutzschicht gegen Oxidation überzogen. In vollplastischer Darstellung hat das Ordenskreuz Voluten, die sich am Fuß des Wappenschildes ausrollen, durchbrochen und hängt frei vor dem Hauptgesims des Eosanderportals.
Die Gesamtkomposition des Wappens ist von barocker Spiegelsymmetrie und Dynamik der Figuren geprägt. Symmetrische Bewegungen, die der Schild, seine Voluten sowie die Figuren von Adler und Palmwedel zu vollziehen scheinen, greift ein über dem Wappen befindlicher Sprenggiebel ebenfalls mit Voluten auf.

## Geschichte
In den Jahren 1902/1903 ließ Wilhelm II. nach einem neobarocken Entwurf des Bildhauers Otto Lessing, der aus Gips bereits anlässlich der Hundertjahrfeier Kaiser Wilhelms I. (sogenannte Centenarfeier) 1897 entstanden war, die originale Wappenkartusche mit der Darstellung des preußischen Staatswappens herstellen und als Apotheose preußischen Königtums über dem Haupteingang seiner Berliner Residenz anbringen. Lessing, seinerzeit führender Bauplastiker der Reichshauptstadt, hatte sich bei seinem Entwurf besonders von Figuren an den von Andreas Schlüter entworfenen Schlossportalen IV und V inspirieren lassen. Schlüter seinerseits war vom römischen Hochbarock Gian Lorenzo Berninis beeinflusst.
Als Verdachung überwölbt wird die Wappenkartusche von einem Sprenggiebel aus Voluten, mit dem Johann Friedrich Eosander das bis 1713 nach dem Vorbild des Septimius-Severus-Bogens bzw. Konstantinsbogen gestaltete Eosanderportal des Schlosses (Portal III) barock überformt hatte. Diesen Sprenggiebel mit Voluten hatte Eosander bereits zu Beginn des 18. Jahrhunderts für Friedrich I. in seinen Plan für einen etwa 100 Meter hohen kuppelgekrönten Schlossturm über dem Hauptportal gezeichnet, wohl um auf diese Weise von der durch horizontale Linien geprägten Ordnung des Triumphbogens in die Vertikale des Turms überzuleiten. Der Giebel wurde realisiert, das ambitionierte Turmprojekt strich der sparsame Nachfolger Friedrich Wilhelm I. jedoch. Der Klassizist Karl Friedrich Schinkel ließ den Sprenggiebel um 1830 entfernen und ihn durch ein für Triumphbögen typisches Gesims ersetzen. In den Jahren 1845 bis 1853 errichtete Friedrich August Stüler unter Friedrich Wilhelm IV. sodann die monumentale Schlosskuppel. In einer weiteren Bauphase in den 1900er Jahren, die einer Grundsanierung des Hauptportals folgte, ließ Wilhelm II. durch Ernst von Ihne den ursprünglichen Sprenggiebel Eosanders über der bis 1903 schon ausgeführten Lessing’schen Wappenkartusche wiederherstellen.

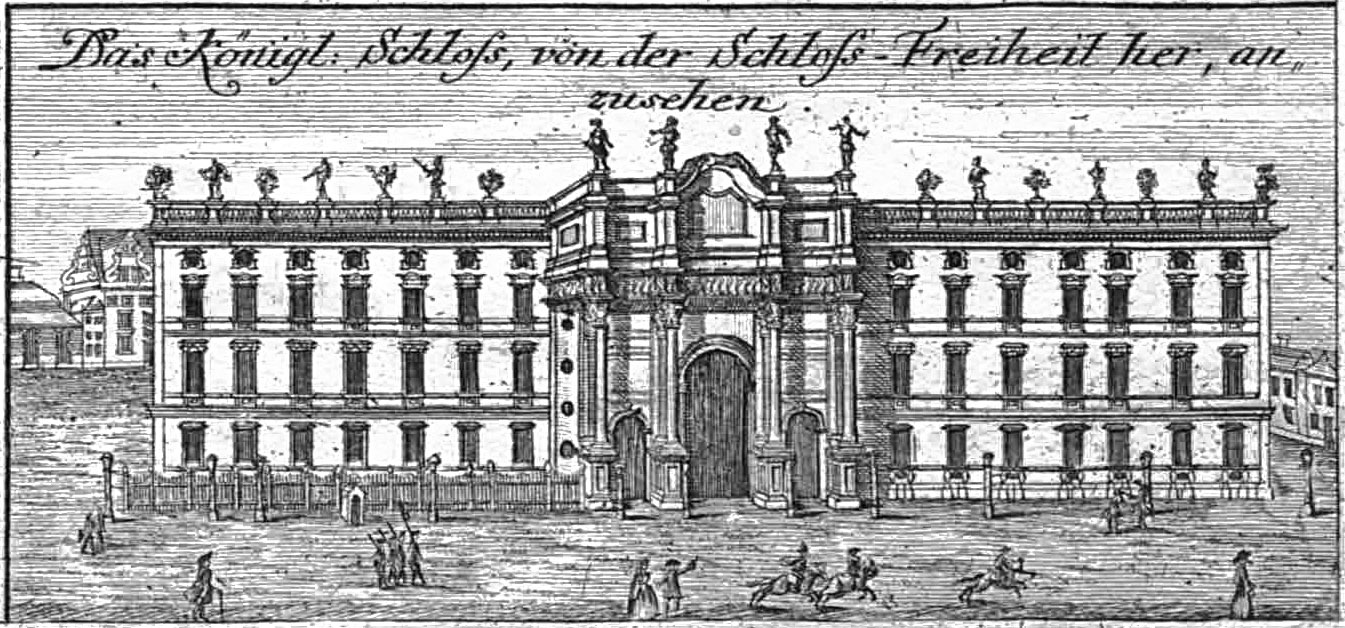
Eosanderportal um 1757
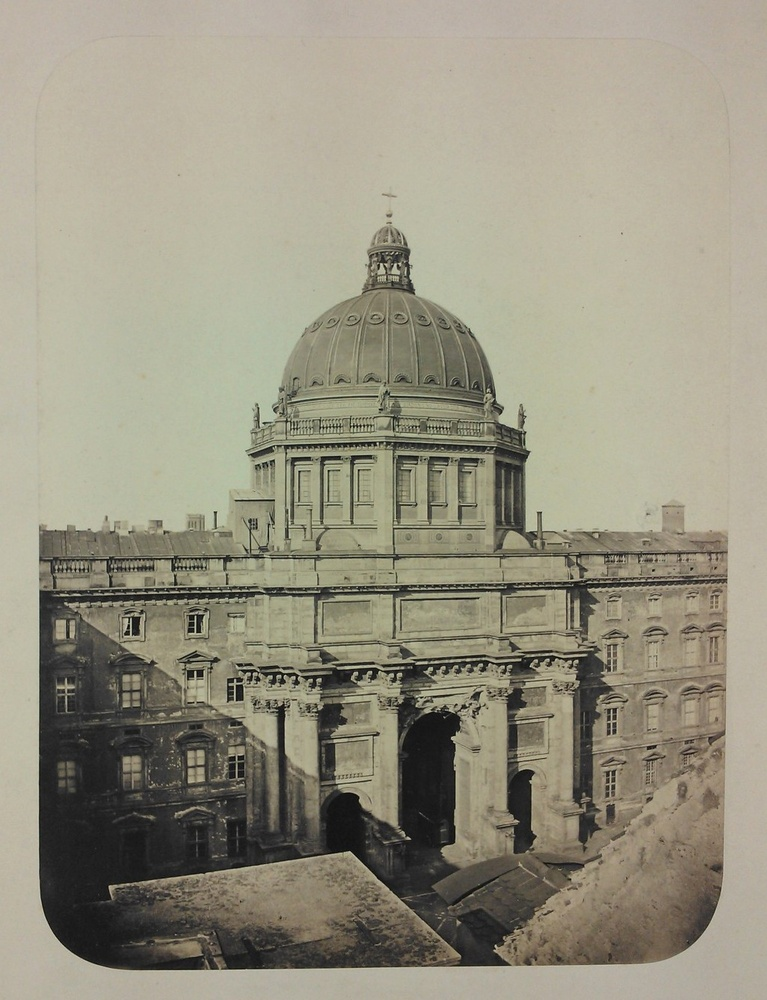
Eosanderportal um 1890, ohne Wappenkartusche
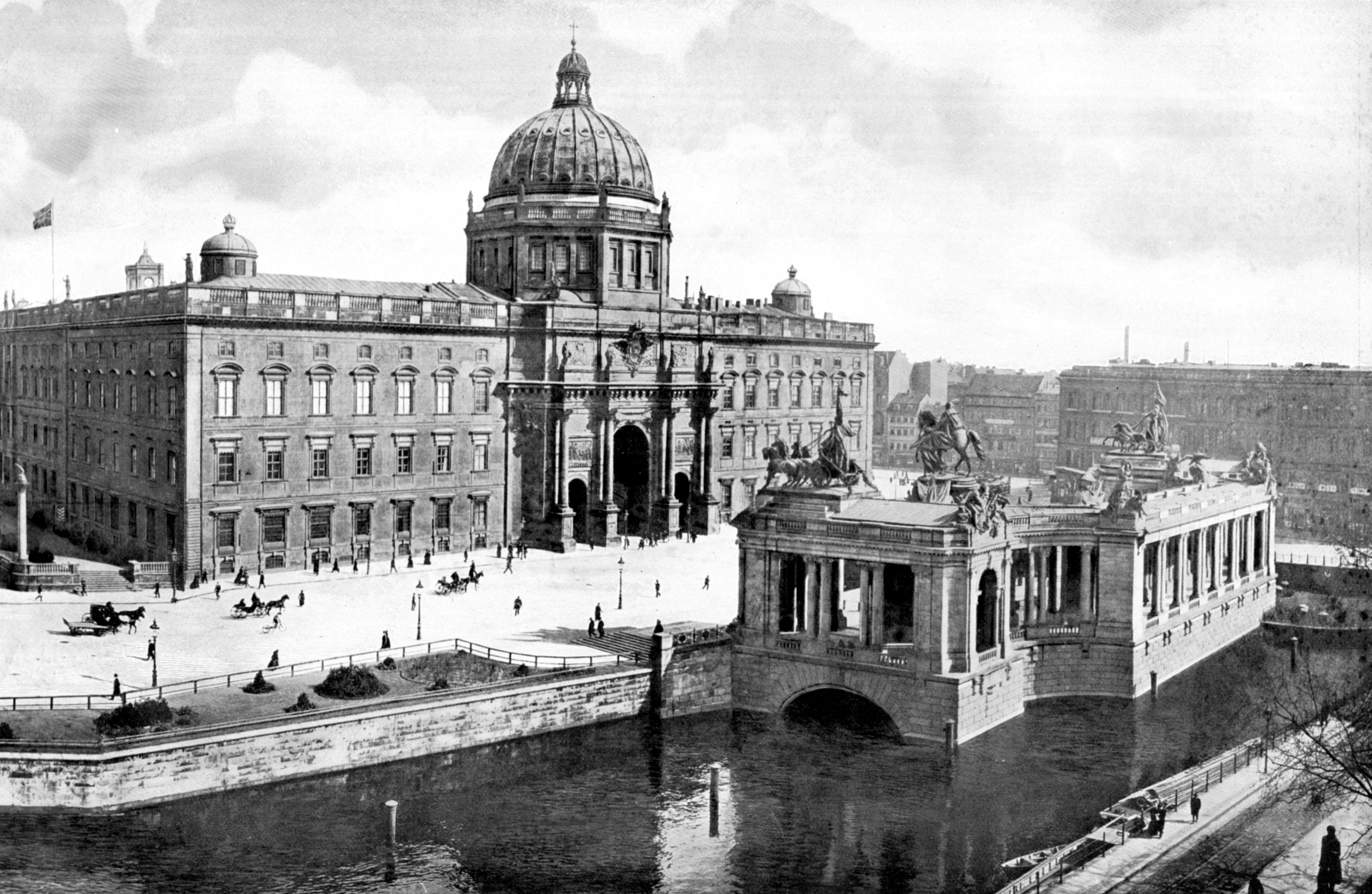
Eosanderportal um 1900, mit provisorischer Wappenkartusche
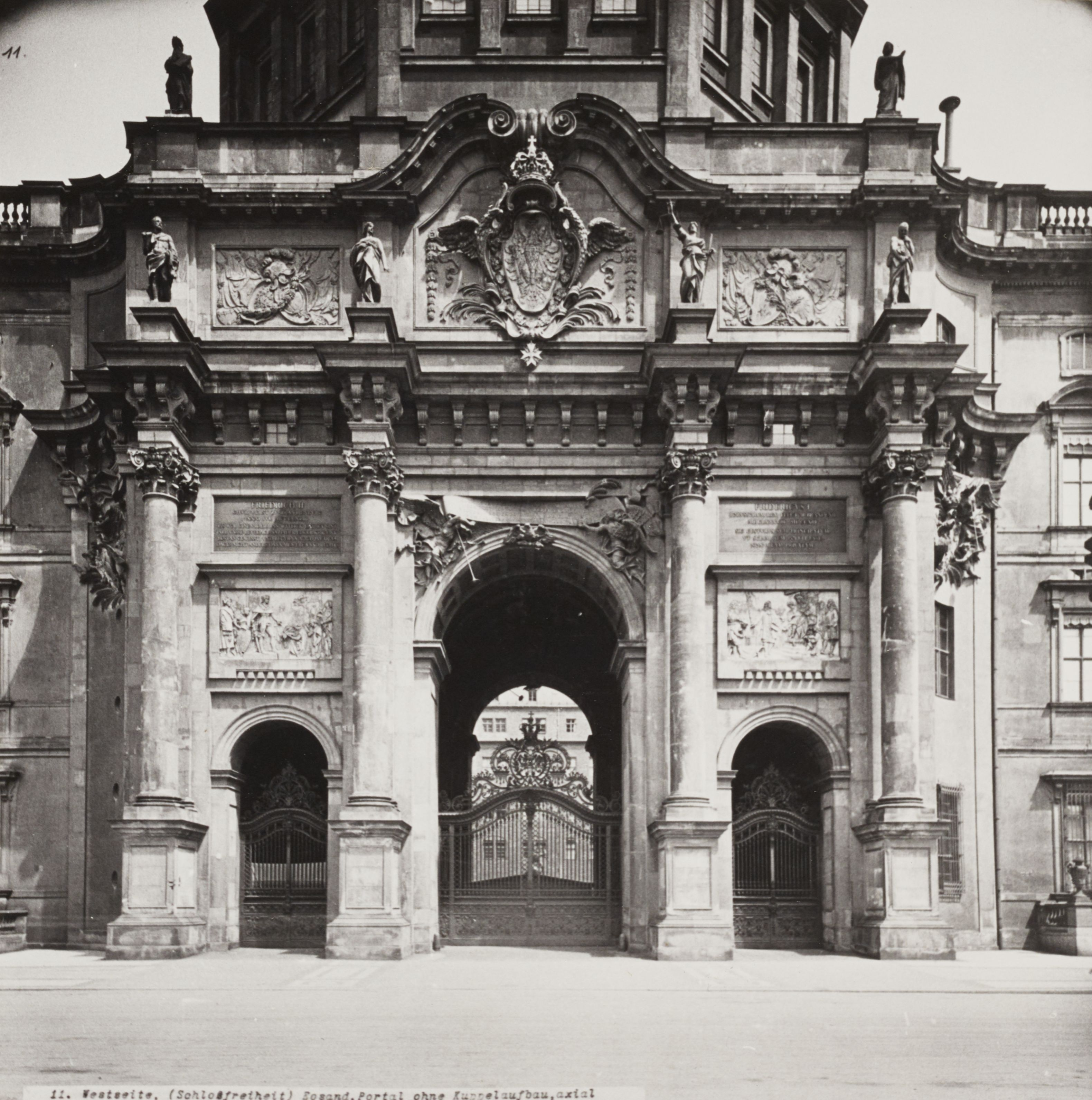
Eosanderportal nach 1903
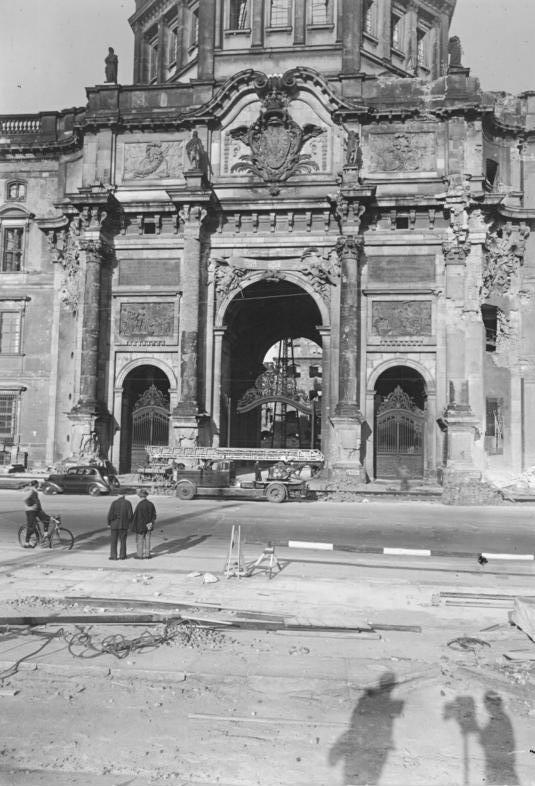
Eosanderportal vor Sprengung und Abriss 1950

Die verschiedenen Baumaßnahmen reflektieren somit Paradigmenwechsel in herrschenden Architekturauffassungen. Die weitere Ausgestaltung der Fassade durch das prunkvolle neobarocke Wappen entspricht in besonders typischer Weise dem Geschmack des Kaisers und seinem persönlichen Repräsentationsbedürfnis. Durch die Wahl des preußischen Wappens stellte er sich allerdings als Nachfolger der Könige in und von Preußen dar, nicht als Kaiser des 1871 gegründeten Deutschen Reichs.      

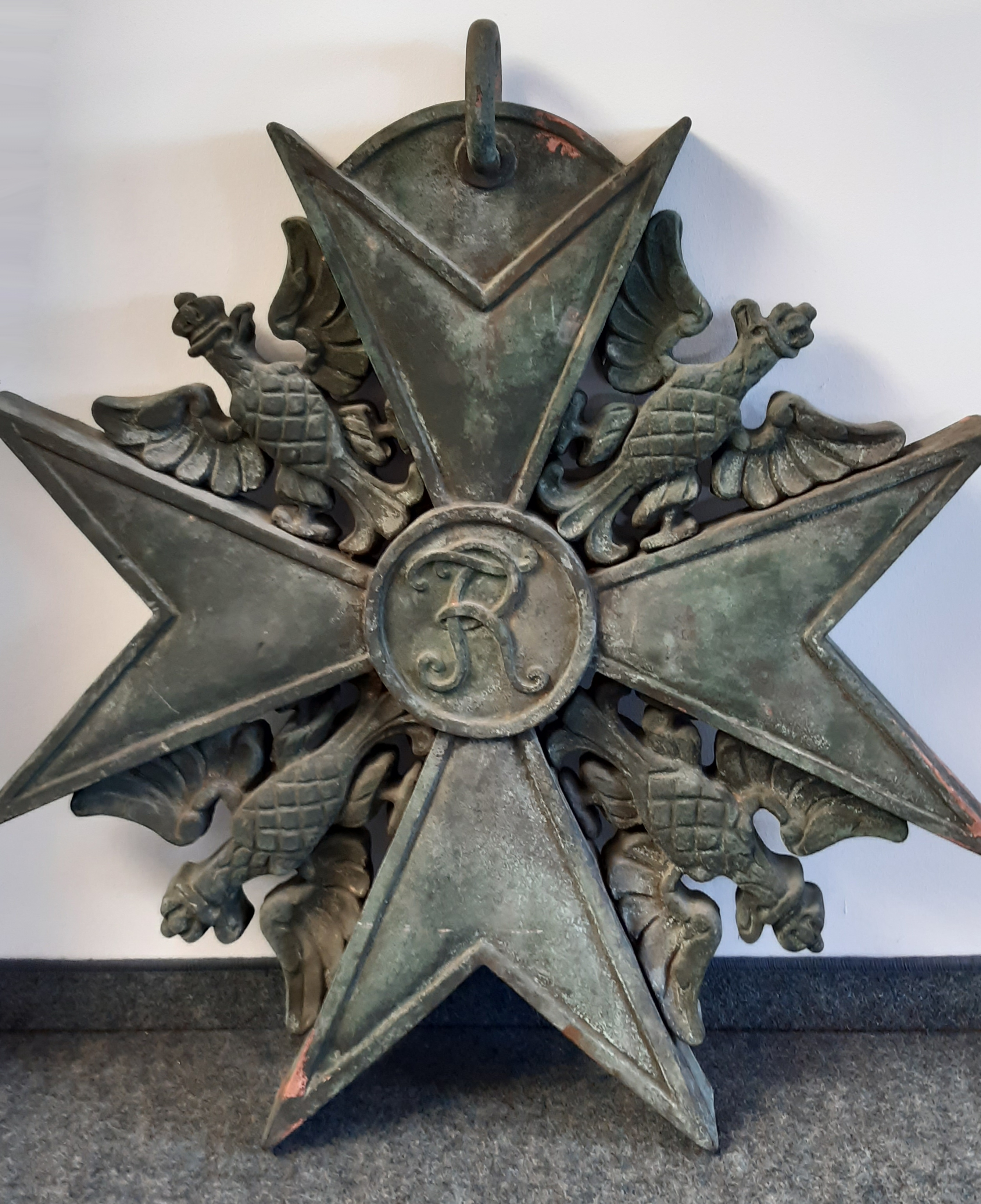
In Potsdam aufgefundenes Ordenskreuz der Großen Wappenkartusche

Vor der Schlosssprengung 1950 wurde die Große Wappenkartusche abgenommen und auf den Bauhof des Berliner Magistrats verbracht. Danach verschwand sie spurlos. Vermutlich wurde sie eingeschmolzen. Im Zuge der 2012 begonnenen Planungen zum Wiederaufbau des Berliner Schlosses wurde nur der Ordensstern von einem Mitarbeiter des beauftragten Architekturbüros von Franco Stella in Potsdam noch aufgefunden. Dieses Stück wurde danach denkmalgerecht restauriert.
Im Übrigen entstand die Große Wappenkartusche im Auftrag der Stiftung Humboldt Forum im Berliner Schloss als kunsthandwerkliche Rekonstruktion in der Werkstatt von Andreas Hoferick, zunächst als Kleinmodell im Maßstab 1:3 aus Ton, dann 1:1 als Tonmodell, schließlich 1:1 aus Gips. Die Firma Fittkau Metallgestaltung fertigte das Werkstück abschließend in Kupfer auf einem Tragwerk aus Edelstahl. Am 4. April 2023 wurde die fünf Tonnen schwere Wappenkartusche am Eosanderportal angebracht. Die Gesamtkosten beliefen sich auf etwa zwei Millionen Euro und wurden aus privaten Spenden finanziert.